# Voiliers à Argenteuil
Voiliers à Argenteuil (Nederlands: Zeilboten in Argenteuil) is een schilderij van de impressionistische Franse kunstschilder Gustave Caillebotte uit circa 1888, olieverf op doek, 65 x 55,5 centimeter groot. Het toont een aantal zeilboten op het glinsterende water van de Seine. Het werk bevindt het zich sinds 1986 in de collectie van het Musée d'Orsay te Parijs, in bruikleen gegeven door het Louvre.

## Context
Caillebottes vroege werk, van begin jaren 1870 tot begin jaren 1880, laat zich typeren als een gedurfde vorm van realisme, eerder dan impressionistisch. Weliswaar heeft hij net als de impressionisten veel aandacht voor lichteffecten, felle kleuren en koos ook hij het moderne stadsleven vaak als thema, maar zijn werkwijze was strakker en nauwkeurig. Pas toen hij vanaf 1881 in Petit-Gennevilliers en Argenteuil ging werken, en daar een boot kocht, begon zijn werkwijze steeds nadrukkelijker te neigen naar het oorspronkelijke impressionisme, waarmee hij een beetje achter de ontwikkelingen aan leek te lopen. Toen hij Voiliers à Argenteuil in 1888 op een tentoonstelling van Les XX in Brussel exposeerde trokken vooral Postimpressionistische werken de aandacht en werd zijn werk bekritiseerd als ouderwets, alsof hij een stap terug had gezet. Tegenwoordig, los van de toenmalige tijdsgeest, worden zijn werken uit die periode gerekend tot de beste werken die het impressionisme heeft voortgebracht.

## Afbeelding

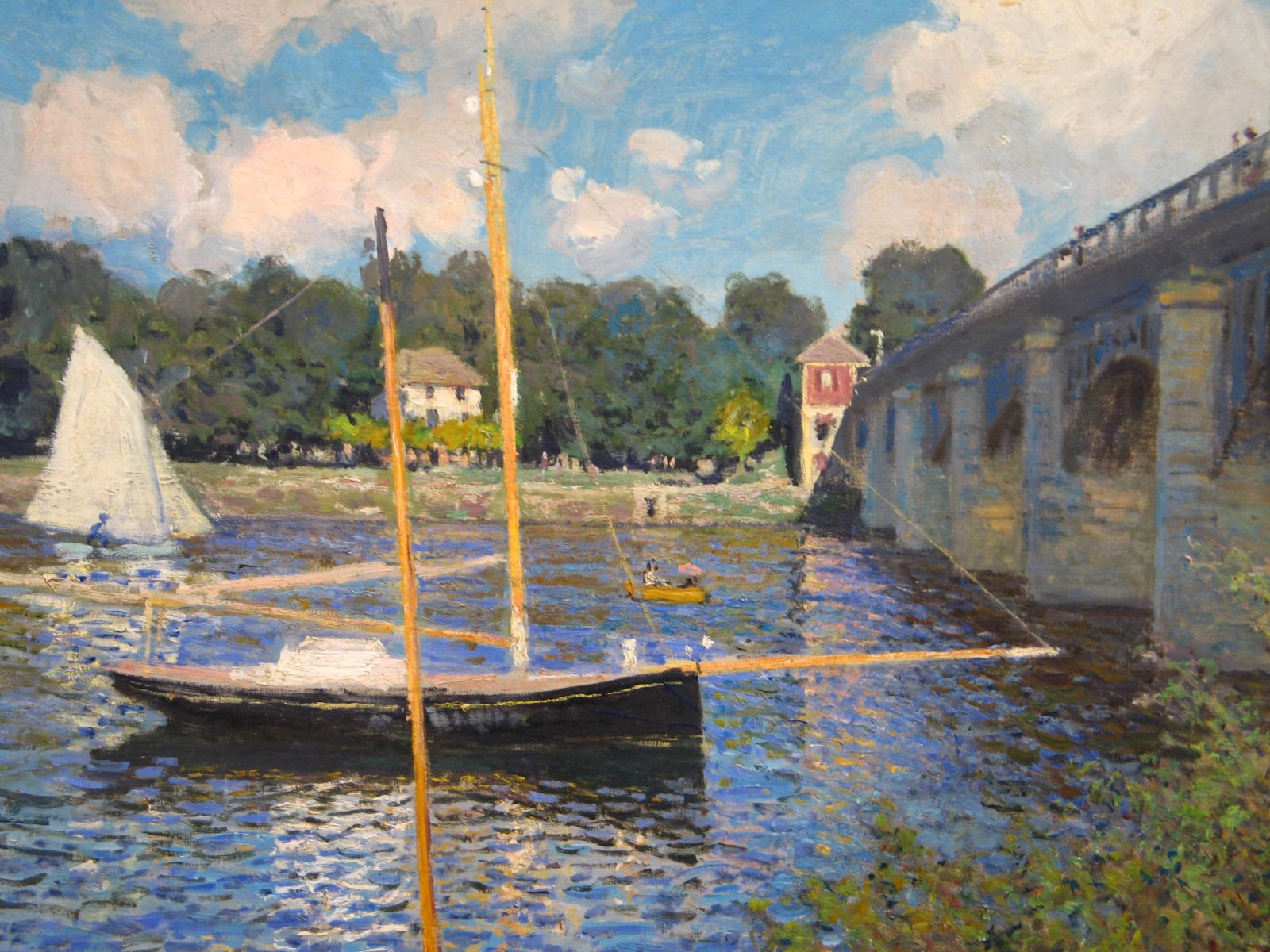
Pont d'Argenteuil door Caillebottes "voorbeeld" Monet, 1873.

Voiliers a Argenteuil toont de rivieroever en de steiger, nabij het huis dat Caillebotte er in 1887 kocht, aan de Seine. Op het water zien we een flottielje van plezierbootjes, twee met de zeilen strak gehesen, benedenstrooms, deels aangemeerd. Het tafereel weerspiegelt Caillebottes passie voor de zeilsport. Aan de horizon is de houten brug van Argenteuil te zien, met daarachter de spoorbrug en nog verder de heuvels van Sanois en Orgemont.
Voor de lichteffecten en hun reflectie op het water gebruikte Caillebotte louter zuivere kleuren. Het wateroppervlak is niet glad, maar weergegeven in kleine juxtapositionele streepjes die met analytische aandacht zijn aangebracht. Deze techniek, waarmee de transparantie van het water en de schittering van lichtreflecties optimaal konden worden weergegeven, ontleende hij aan zijn grote voorbeeld Claude Monet. Lichtwaarden lopen in elkaar over. De strakke afwisseling tussen horizontale en verticale lijnen, onderbroken door kleinere diagonale elementen, geeft het werk een sterke ritmiek en onderstreept Caillebottes gerichtheid op een gebalanceerd totaalbeeld. Een bewuste afstemming in overeenkomstige, harmonieuze kleurtinten versterkt dit verder.
Caillebotte schilderde in de jaren rond 1888 diverse werken in een overeenkomstige opzet, meestal en plein air, zonder zich iets gelegen te laten liggen aan de verminderde belangstelling vanuit de kritiek.

## Galerij

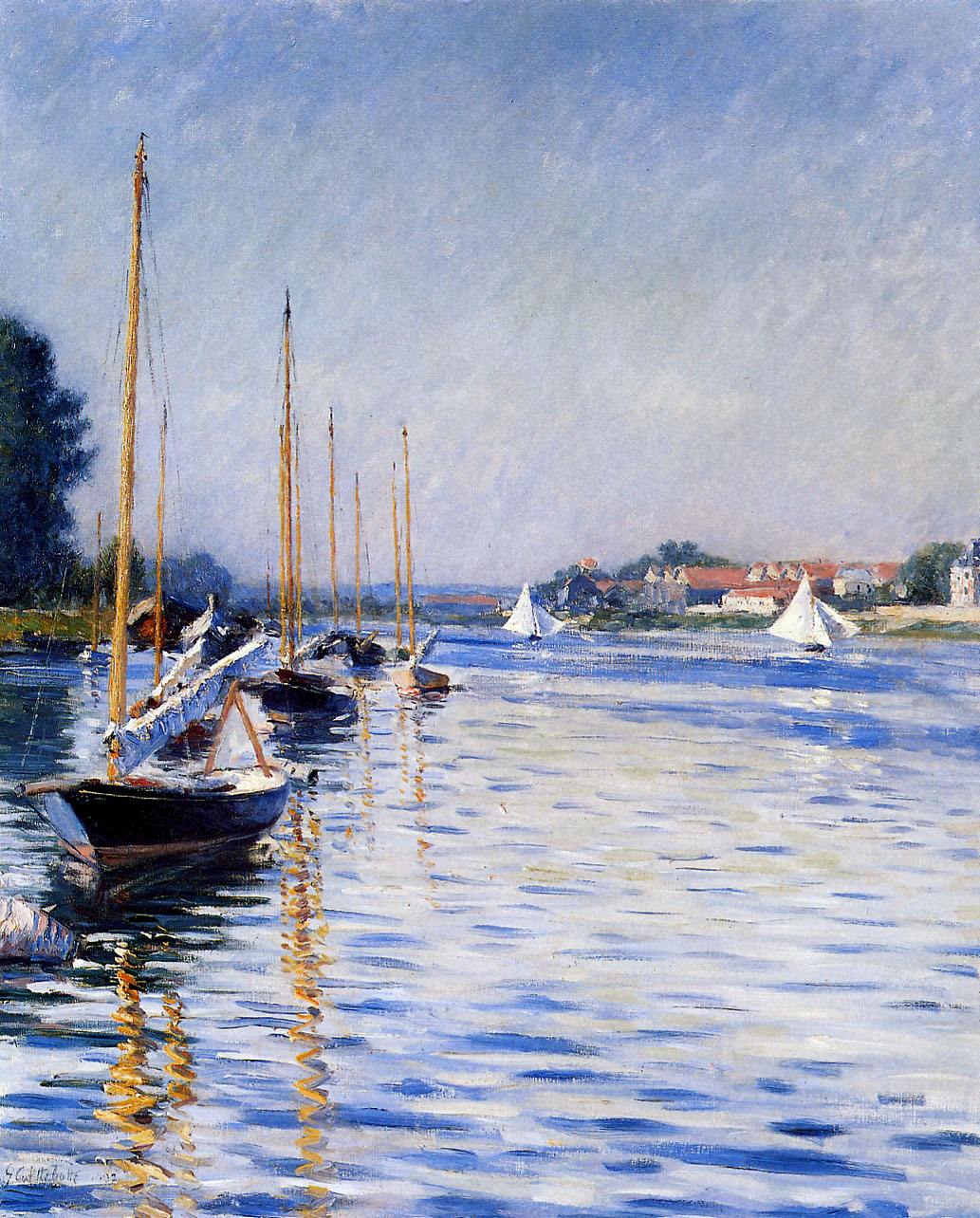
Zeilboten op de Seine, circa 1890
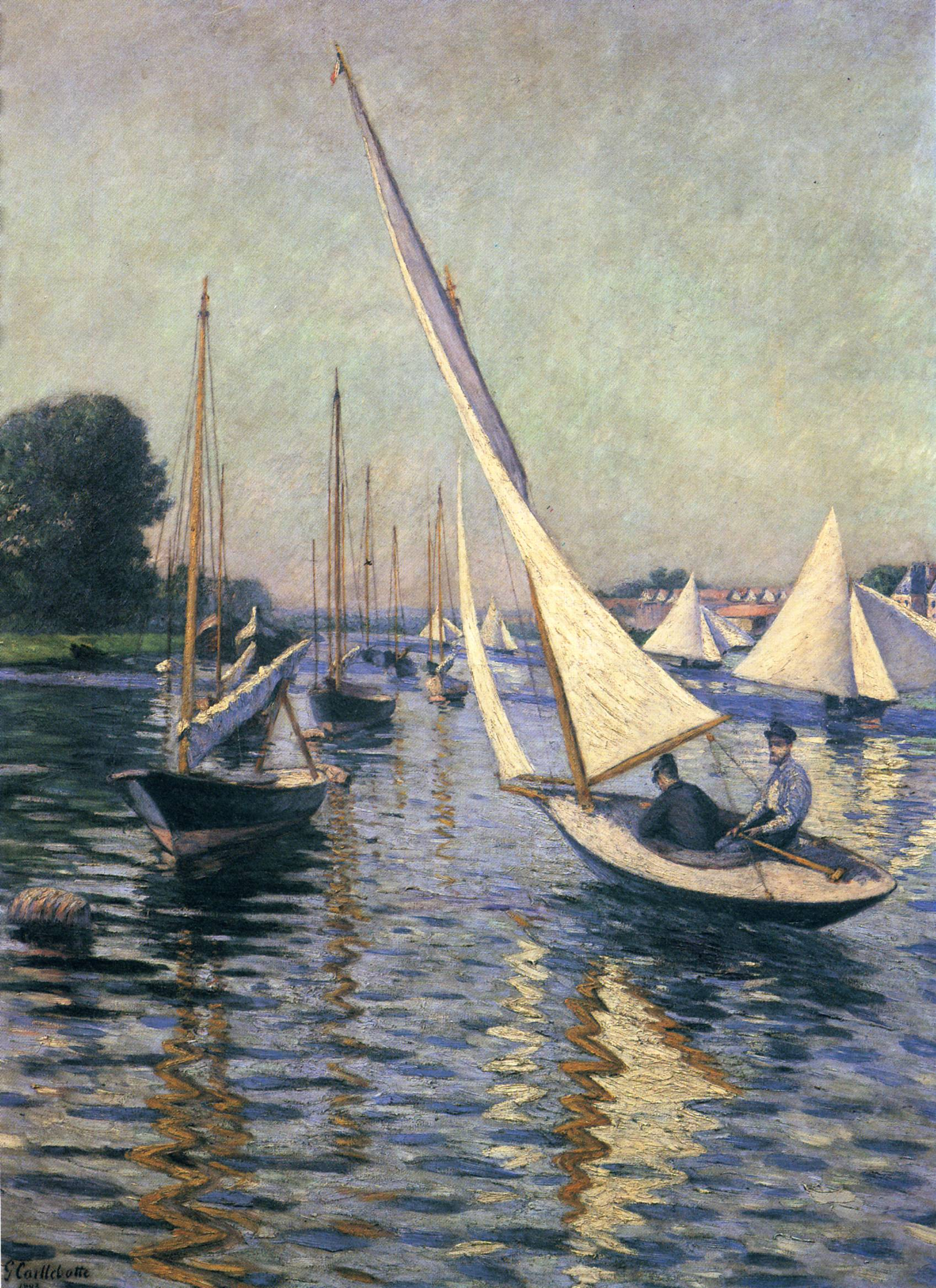
Seurat: Regatta in Argenteuil, 1893
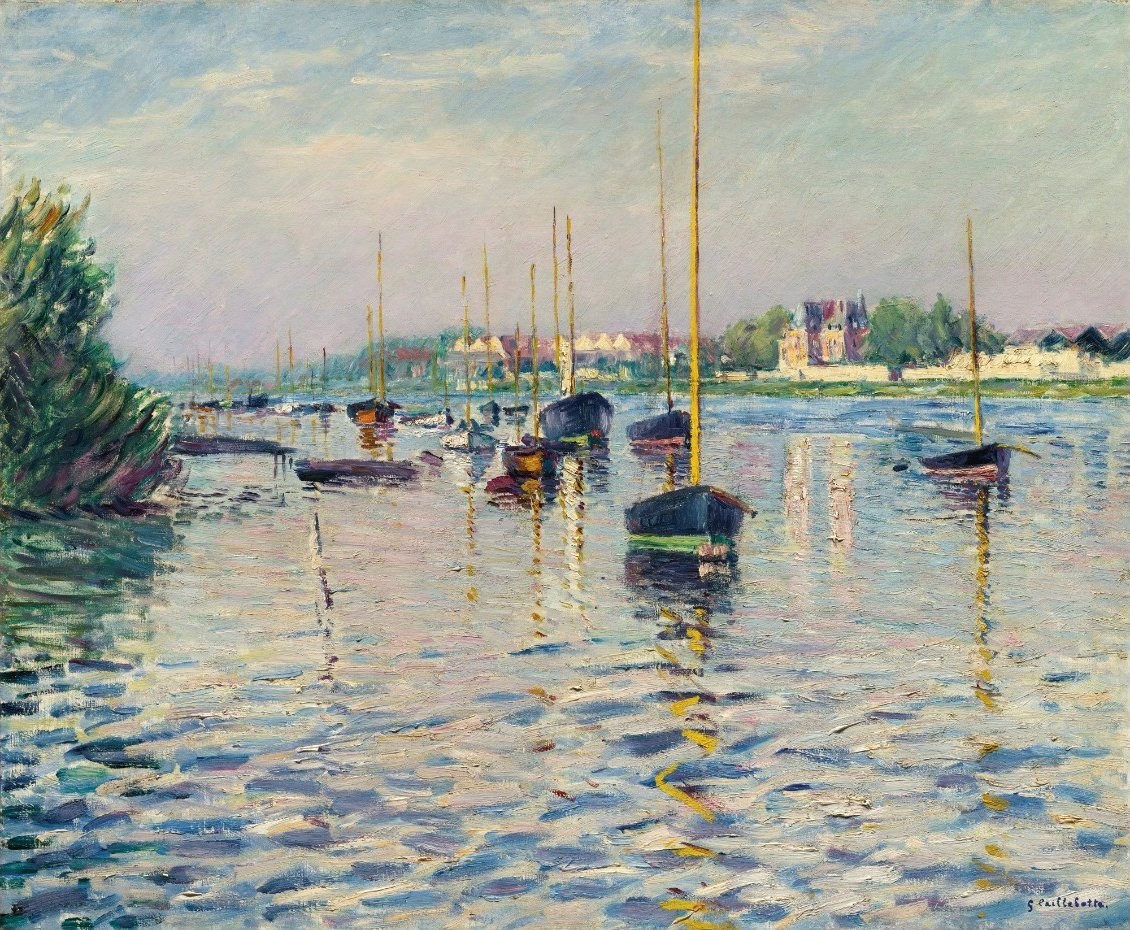
Boten aan een ligplaats aan de Seine, 1892